# Qui êtes-vous, Polly Maggoo ?
Qui êtes-vous, Polly Maggoo? és un pel·lícula francesa del 1966 dirigida per William Klein.
Es tracta d'un fals documental satíric d'art i assaig que falsifica el món de la moda i els seus excessos. És protagonitzada per Dorothy McGowan com a Polly Maggoo, una supermodel estatunidenca a la qual segueix un equip de televisió francesa, i Grayson Hall com a Miss Maxwell, una editora de revistes de moda inspirada en Diana Vreeland, i Philippe Noiret com a periodista i director de televisió. També hi apareixen Jean Rochefort, Sami Frey i Alice Sapritch.
McGowan era un model estatunidenca abans de la pel·lícula; va modelar per Vogue i Harper's Bazaar. Després de l'estrena de la pel·lícula, la primera i única de McGowan, va desaparèixer de la vista pública i, aparentment, ni va actuar ni va tornar a modelar, segons Klein.

## Argument
La trama es divideix entre el món de la publicitat, la moda i l'ORTF i un regne d'opereta, el príncep hereu del qual (Sami Frey) s'enamora de la model Polly Maggoo (Dorothy McGowan), mentre que la jove és objecte d'un reportatge televisiu.

## Repartiment
- Dorothy McGowan: Polly Maggoo
- Sami Frey: príncep Igor
- Alice Sapritch: la Reina Mare
- Delphine Seyrig: editora
- Violette Leduc: ella mateixa
- Grayson Hall: senyoreta Maxwell
- Jean Rochefort: Grégoire Pecque
- Philippe Noiret: Jean-Jacques Georges
- Jacques Seiler: Isidore Ducasse, el dissenyador de moda
- Fernando Arrabal: l'home del sabó d'afaitar
- René Clermont: el director del programa
- Gérard Darrieu: el càmera
- Luce Fabiole: mare de Grégoire
- Bernard Musson: el ministre
- Jacques Rispal: el fetitxista del cabell
- Roland Topor: un emissari del príncep

 i sense acreditar:
- Anatole Dauman: el boy scout
- Marcel Gassouk: Gassouk
- Sylvain Lévignac: un coqueteig
- Corinne Marchand: la dona que parla de Blucher
- Paul Bonifas
- Jean Lescot
- Claude Mansard
- Jean Nocher
- Gaëtan Noël
- Jean-Loup Sieff
- Pierre Pernet
- Michel Robin
- Alain Roche
- Joanna Shimkus
- Geneviève Tabouis
- Roger Trapp
- Peggy Moffitt